# Audronė Glosienė
Audronė Glosienė (* 1958 in Ariogala, Rajongemeinde Raseiniai; † 2009 in Vilnius) war eine litauische Bibliothekarin, Professorin, Leiterin der Universitätsbibliothek Vilnius.

## Leben
Von 1978 bis 1980 arbeitete Audronė Glosienė bei Buchkammer Litauens als Bibliografin. Nach dem Abitur an einer Mittelschule bei Raseiniai absolvierte sie 1980 das Diplomstudium der Bibliografie und Bibliothekswissenschaft und von 1985 bis 1991 die Aspirantur an der Kommunikationsfakultät der Universität Vilnius. Von 1991 bis 1992 war sie Assistentin am Lehrstuhl der Buchwissenschaft. Von 1994 bis 1998 war sie Prodekanin und ab 2005 Professorin der Kommunikationsfakultät der Universität Vilnius. Von 2006 bis 2009 leitete sie als Generaldirektorin die Universitätsbibliothek Vilnius.